# Jošihito Nišioka
Jošihito Nišioka (japonsky: 西岡 良仁, Nišioka Jošihito, * 27. září 1995 Cu) je japonský profesionální tenista, hrající levou rukou. Ve své dosavadní kariéře na okruhu ATP Tour vyhrál tři turnaje ve dvouhře. Na challengerech ATP a okruhu ITF získal jedenáct titulů ve dvouhře a jeden ve čtyřhře.
Na žebříčku ATP byl ve dvouhře nejvýše klasifikován v červnu 2023 na 24. místě a ve čtyřhře v červenci 2019 na 210. místě.
V japonském daviscupovém týmu debutoval v roce 2015 světovou baráží proti Kolumbii, v níž prohrál čtyřhru po boku Učijamy s párem Farah a Cabal. Japonci zvítězili 3:2 na zápasy. Do září 2023 v soutěži nastoupil k devíti mezistátním utkáním s bilancí 6–4 ve dvouhře a 0–2 ve čtyřhře.
Japonsko reprezentoval na odložených Letních olympijských hrách 2020 v Tokiu. Na úvod mužské dvouhry podlehl pozdějšímu stříbrnému medailistovi Karenu Chačanovovi, přestože získal první sadu. Do mužské čtyřhry nastoupil s Taró Danielem. Soutěž opustili po prohře v úvodním kole rovněž s pozdějšími stříbrnými medailisty Marinem Čilićem a Ivanem Dodigem.

## Tenisová kariéra
V rámci hlavních soutěží událostí okruhu ITF debutoval v říjnu 2011, když na turnaji v texaském Austinu postoupil z kvalifikace. V úvodním kole dvouhry podlehl Američanu Nicholasi Monroeovi. Premiérový titul na challengerech si odvezl z šanghajského turnaje v září 2014. Ve finále přehrál indického hráče Somdeva Devvarmana.
Debut v hlavní soutěži nejvyšší grandslamové kategorie zaznamenal v mužském singlu US Open 2014 po zvládnuté tříkolové kvalifikaci. V úvodním kole dvouhry však během třetího setu skrečoval Italu Paolu Lorenzimu. Zároveň se jednalo o jeho první utkání na okruhu ATP World Tour. V rámci série Masters odehrál první utkání na Miami Open 2016, kde prošel z kvalifikace po výhře nad Argetincem Horaciem Zeballosem. V singlu pak dohrál ve třetím kole na raketě Rakušana Dominica Thiema.
Do premiérového finále na túře ATP Tour postoupil na zářijovém Shenzhen Open 2018, na němž prošel do hlavní soutěž z kvalifikace. Ve finále zdolal o sto míst výše postaveného Francouze Pierra-Huguese Herberta po třísetovém průběhu. První kariérní titul ATP jej vrátil do elitní světové stovky na 95. místo.

## Finále na okruhu ATP Tour
| Legenda                   |
| D – dvouhra; Č – čtyřhra  |
| Grand Slam (0)            |
| Turnaj mistrů (0)         |
| ATP Tour Masters 1000 (0) |
| ATP Tour 500 (0–1 D)      |
| ATP Tour 250 (3–2 D)      |

### Dvouhra: 6 (3–3)
| Stav      | č. | datum         | turnaj                          | kategorie | povrch    | soupeř ve finále      | výsledek           |
| --------- | -- | ------------- | ------------------------------- | --------- | --------- | --------------------- | ------------------ |
| Vítěz     | 1. | září 2018     | Šen-čen, Čína                   | ATP 250   | tvrdý     | Pierre-Hugues Herbert | 7–5, 2–6, 6–4      |
| Finalista | 1. | únor 2020     | Delray Beach, Spojené státy     | ATP 250   | tvrdý     | Reilly Opelka         | 5–7, 7–6(7–4), 2–6 |
| Finalista | 2. | srpen 2022    | Washington, D.C., Spojené státy | ATP 500   | tvrdý     | Nick Kyrgios          | 4–6, 3–6           |
| Vítěz     | 2. | říjen 2022    | Soul, Jižní Korea               | ATP 250   | tvrdý     | Denis Shapovalov      | 6–4, 7–6(7–5)      |
| Finalista | 3. | září 2023     | Ču-chaj, Čína                   | ATP 250   | tvrdý (h) | Karen Chačanov        | 6–7(2–7), 1–6      |
| Vítěz     | 3. | červenec 2024 | Atlanta, Spojené státy          | ATP 250   | tvrdý     | Jordan Thompson       | 4–6, 7–6(7–2), 6–2 |

## Finále na challengerech ATP
| Legenda                    |
| -------------------------- |
| Challengery (5–1 D; 0–1 Č) |

### Dvouhra: 8 (6–2)
| Stav      | č. | datum              | turnaj                   | povrch      | soupeř ve finále    | výsledek                |
| --------- | -- | ------------------ | ------------------------ | ----------- | ------------------- | ----------------------- |
| Vítěz     | 1. | 7. září 2014       | Šanghaj, Čína            | tvrdý       | Somdev Devvarman    | 6–4, 6–7(5–7), 7–6(7–3) |
| Vítěz     | 2. | 29. listopadu 2015 | Tojota, Japonsko         | koberec (h) | Alexandr Kudrjavcev | 6–3, 6–4                |
| Vítěz     | 3. | 9. července 2016   | Winnetka, Spojené státy  | tvrdý       | Frances Tiafoe      | 6–3, 6–2                |
| Vítěz     | 4. | 26. listopadu 2016 | Astana, Kazachstán       | tvrdý (h)   | Denis Istomin       | 6–4, 6–7(4–7), 7–6(7–3) |
| Vítěz     | 5. | 13. května 2018    | Kimčchon, Jižní Korea    | tvrdý       | Vasek Pospisil      | 6–4, 7–5                |
| Finalista | 1. | 28. října 2018     | Traralgon, Austrálie     | tvrdý       | Jordan Thompson     | 3–6, 4–6                |
| Vítěz     | 6. | leden 2022         | Columbus, Spojené státy  | tvrdý (h)   | Dominic Stricker    | 6–2, 6–4                |
| Finalista | 2. | leden 2022         | Cleveland, Spojené státy | tvrdý (h)   | Dominic Stricker    | 5–7, 1–6                |

### Čtyřhra: 1 (0–1)
| Stav      | č. | datum          | turnaj             | povrch    | spoluhráč    | soupeři ve finále        | výsledek         |
| --------- | -- | -------------- | ------------------ | --------- | ------------ | ------------------------ | ---------------- |
| Finalista | 1. | 28. února 2016 | Cherbourg, Francie | tvrdý (h) | Aldin Šetkić | Ken Skupski Neal Skupski | 6–4, 3–6, [6–10] |